# Stanislas Mangin
Pour les articles homonymes, voir Mangin.
Stanislas Mangin, né le 20 septembre 1917 dans le 16e arrondissement de Paris, mort le 16 juin 1986 dans la même ville, est un militaire, résistant et conseiller d'État français. Il est Compagnon de la Libération.

## Biographie
Fils du général d'armée Charles Mangin, fondateur des troupes coloniales, et d'Antoinette Charlotte Cavaignac, fille de Jacques Marie Eugène Godefroy Cavaignac, ministre de la IIIe République et petite-fille du général Cavaignac, Stanislas Mangin intègre Saint-Cyr en 1939 dans la promotion « Amitié franco-britannique ». Nommé sous-lieutenant dans l'infanterie en 1940 et affecté au dépôt d'infanterie de Blois, il est fait prisonnier trois mois plus tard, le 19 juin, lors de la bataille de France, mais s'évade le 1er août suivant de la caserne d'Orléans et rejoint la zone non occupée, où il est affecté à un régiment de l'armée d'armistice.
Mis en congé sur sa demande le 1er novembre 1940, il constitue bientôt un groupe avec le capitaine Louis Andlauer, le lieutenant Roger Warin, l’adjudant-chef Gaston Tavian et le sergent Edgard Tupët-Thomé.
Nommé chef de cabinet du préfet de Rodez en janvier 1941, il démissionne quand le colonel Groussard, son ancien commandant à l'école de Saint-Cyr, est accusé d'avoir contribué à l'arrestation de Pierre Laval et décide de rejoindre les Forces françaises libres (FFL) par l'Espagne. Toutefois, Groussard leur présente Pierre Fourcaud qui les engage dans le réseau « Ronald » (futur « Ali-Tir »), qu'il vient de créer, pour travailler en France. Si Mangin obtient d'être engagé à titre militaire dans les FFL avec ses camarades en avril 1941, il accepte en juin un deuxième poste de chef de cabinet de préfet, qui lui permet d'obtenir des renseignements et des moyens, et se fait affecter aux liaisons et aux postes émetteurs de Fourcaud. Après l'arrestation de ce dernier par la police de Vichy, Roger Wybot lui succède, avant de partir pour Londres. Mangin prend alors la tête du réseau « Ali-Tir », avant d'être désigné par Londres comme chef de mission dans les deux zones en novembre 1941.
En janvier 1942, il démissionne à nouveau de ses fonctions de chef de cabinet afin de pouvoir rejoindre la zone occupée, où il crée le réseau « Crolland et Pierre Pigagnol ».
Invité en février à rejoindre le quartier général des FFL afin d'y étudier les conditions de développement du réseau, il s'envole de nuit aux Lagnys, dans l'Indre, à bord d'un Lysander avec Louis Andlauer, Pierre Julitte, « Rémy » et « Saint-Jacques ». À Londres le 1er mars 1942, il ne peut rentrer en France, à la suite d'une indiscrétion à Carlton Gardens. Affecté au BCRA, il devient l'adjoint de Wybot à la section contre-espionnage et s'engage officiellement dans les Forces françaises libres à la date du 1er avril 1941 sous le nom de « Mojon » : le commandant Passy lui remet son acte d'engagement, établi en son absence par le lieutenant-colonel Billotte.
En novembre 1942, il part pour Saint-Pierre-et-Miquelon, où il prend le commandement du détachement d'instructeurs commando, puis pour les États-Unis, où il s'occupe de l'entraînement du bataillon des Antilles, de janvier à juillet 1943.
En septembre 1943, il rejoint la 1re division française libre en Tunisie. Affecté d'abord au bataillon de marche n°11, il retourne un moment au bataillon des Antilles, avant de prendre le commandement du 2e peloton au 4e escadron du 1er régiment de fusiliers marins en Italie en juillet 1944. Blessé lors des combats qui suivent le débarquement de Provence, il participe à la libération de la France. Il est le premier à entrer à Lyon, à la tête de son peloton, le 3 septembre 1944.
Le 24 novembre, bien que blessé à deux reprises, il réussit à obtenir la reddition d'un armement d'antichar et d'une section ennemie, entrant ainsi le premier de l'armée française de la Libération en Alsace.
Blessé une troisième fois le 28 novembre 1944, il prend le commandement du groupement blindé, son commandant d'escadron ayant été évacué, jusqu'à ce qu'on ait pu le remplacer à son tour.
Nommé capitaine, il prend part, en janvier 1945, à la création de la Surveillance du territoire, dont il devient directeur adjoint.
Maître des requêtes au Conseil d'État en 1951, breveté du Centre de hautes études administratives en 1953, il est rappelé en Algérie en 1956 comme chef de bataillon.
Conseiller technique de l'Institut d'aménagement et d'urbanisme de la région d'Île-de-France de 1960 à 1967, il est rapporteur général de la commission de l'équipement culturel et du patrimoine artistique au Commissariat général du Plan (IVe puis Ve plans) en 1961, devient conseiller d'État en mars 1967, président de la Commission spéciale de révision de certains titres de Résistance en juillet 1967.
Président, à partir de 1970 de l'Amicale pour l'enseignement aux étrangers, qui publie la revue Vivre en France, il prend en 1977 une retraite anticipée de conseiller d'État. Ayant obtenu la même année une licence en droit, il s'inscrit au barreau de Paris, où il assure la défense judiciaire des immigrés jusqu'en 1981.

### Famille et vie privée
Le 24 octobre 1945, il épouse Nicole Pleven, seconde fille de René Pleven, née le 26 décembre 1926 dans le 16e arrondissement de Paris. L'aînée, Françoise, née le 7 juin 1925, s'est mariée le 30 mai 1945 avec Louis Andlauer,. Ils ont 4 enfants : Camille Mangin, Elizabeth Mangin, David Mangin et Caroline Mangin qui épouse Antoine Lazarus. Ils ont deux filles : Marthe Lazarus et la sociologue Jeanne Lazarus qui est la compagne de l'historien et ministre Pap Ndiaye,. 
Décédé en 1986 à Paris, Stanislas Mangin est inhumé au cimetière du Père-Lachaise (44e Division).
Son épouse, Nicole Pleven, dont il a divorcé, remariée à l'éditeur Michel Worms de Romilly (divorcé de Jacqueline de Romilly en 1973), est décédée le 14 juin 2010 dans le 6e arrondissement de Paris.

## Décorations
- Commandeur de la Légion d'honneur
- Compagnon de la Libération par décret du 7 mars 1945[6]
- Croix de guerre 1939–1945 (4 citations)
- Officier de l'ordre des Palmes académiques
- Officier de l'ordre des Arts et des Lettres
- Médaille des évadés
- Croix du combattant volontaire de la Résistance
- Médaille commémorative des opérations de sécurité et de maintien de l'ordre
- Bronze Star Medal (États-Unis)
- King's Medal for Courage in the Cause of Freedom (GB)
- Commandeur du Nichan Iftikhar

## Publication
- Travailleurs immigrés : le bilan, C.I.E.M., 1981

### Sources
- Fiche de Stanislas Mangin sur le site de l'ordre de la Libération
- « Stanislas Mangin. Allocution du général d'armée Jean Simon prononcée le 20 juin 1986 au cimetière du Père-Lachaise », sur le site de la Fondation de la France libre
- « Un ralliement » par Stanislas Mangin, sur le site de la Fondation de la France libre